# مونسالوبي
بلدية مونسالوبي (بالإسبانية: Monsalupe) هي بلدية تقع في مقاطعة آبلة التابعة لمنطقة قشتالة وليون وسط إسبانيا.

## الديموغرافيا
بلغ عدد سكان بلدية مونسالوبي 53 نسمة عام 2011 (وفقاً للمعهد الوطني للإحصاء الإسباني).
| 99 | 108 | 88 | 68 | 78 | 63 | 53 |